# Markt (Sittard)
De Markt is een plein in de oude binnenstad van Sittard. 

## Geschiedenis
Het oorspronkelijke marktplein van Sittard was gelegen op de huidige Oude Markt in het oudste gedeelte van de binnenstad. Toen de stad zich omstreeks het jaar 1300 fors uitbreidde werd het huidige, grotere marktplein aangelegd. De huidige Nieuwstraat maakte toen ook nog deel uit van het plein; het blok tussen deze straat en de Markt is pas later gebouwd. 
Het stadhuis is meerdere keren geheel vervangen. Het oorspronkelijke stadhuis, het Gewandthuis, moet er al in de 13e eeuw zijn geweest. Het stond op de plek waar nu een lunchroom is. Dit eerste stadhuis ging verloren bij het beleg van 1542. 
Er kwam een nieuw stadhuis midden op de markt, naar een ontwerp van de Italiaan Maximiliaan Pasqualini. Tijdens de Frans-Nederlandse Oorlog van 1677 werd Sittard grotendeels verwoest, inclusief dit stadhuis, waarvan de restanten uiteindelijk in 1775 zijn geruimd.
Daarna was er lange tijd geen geld voor de bouw van een derde stadhuis; vanaf begin 19e eeuw deed het Dominicanenklooster enige tijd als zodanig dienst, en vanaf 1866 werd een lokaal van de stadsschool gebruikt. Uiteindelijk werd in 1871 alsnog begonnen met de bouw van een nieuw stadhuis aan de rand van de markt, op de hoek met de Rosmolenstraat. Het betreffende terrein was aangekocht voor 3500 gulden. Het ontwerp hiervoor was van Carl Weber. Dit neogotische stadhuis kwam drie jaar later gereed. 
Het stadhuis van Weber in 1962 weer afgebroken. Ervoor in de plaats kwam nu een vestiging van V&D. Dit pand kwam leeg te staan en raakte in verval na het faillissement van V&D eind 2015. Het is in 2024 overgenomen door modebedrijf Berden. Sinds 2018 zijn er ook plannen om hier het oude stadhuis te herbouwen.

## Beschrijving
De Markt is centraal gelegen binnen de voormalige vestingwerken van Sittard en de meeste historische belangrijke wegen van de stad komen hier uit. Het plein is onderdeel van het beschermd stadsgezicht en telt in totaal vijftien rijksmonumenten, waaronder het hoekhuis op de hoek met De Gats, en de 17e-eeuwse Sint-Michielskerk. Tevens zijn vanaf de Markt meerdere andere monumenten zoals de Basiliek van Onze-Lieve-Vrouw van het Heilig Hart zichtbaar. Er bevinden zich hier tal van horecagelegenheden en de voormalige V&D-vestiging. Tot 2011 stond er in het midden van het plein een kiosk.
Al sinds eeuwen vinden er warenmarkten plaats. Elke donderdag wordt hier de weekmarkt gehouden. Op zaterdag is er een kleinere (vers)markt. Daarnaast wordt het marktplein gebruikt voor uiteenlopende evenementen, waaronder het jaarlijkse carnaval. Iedere winter is hier een schaatsbaan aanwezig. Ook tijdens de kermis en de jaarlijkse Sint-Joepmarkt is de Markt het belangrijkste plein.
De Markt vormt het begin- en eindpunt van meerdere straten, waaronder de belangrijkste winkelstraat de Limbrichterstraat en de Putstraat. De overkluisde Molenbeek loopt onder de westkant van de markt, maakt dan een haakse hoek en loopt vervolgens langs de noordkant en maakt wederom een hoek naar de Paardestraat.
Aan de Markt zijn meerdere rijksmonumenten gelegen.

## Fotogalerij

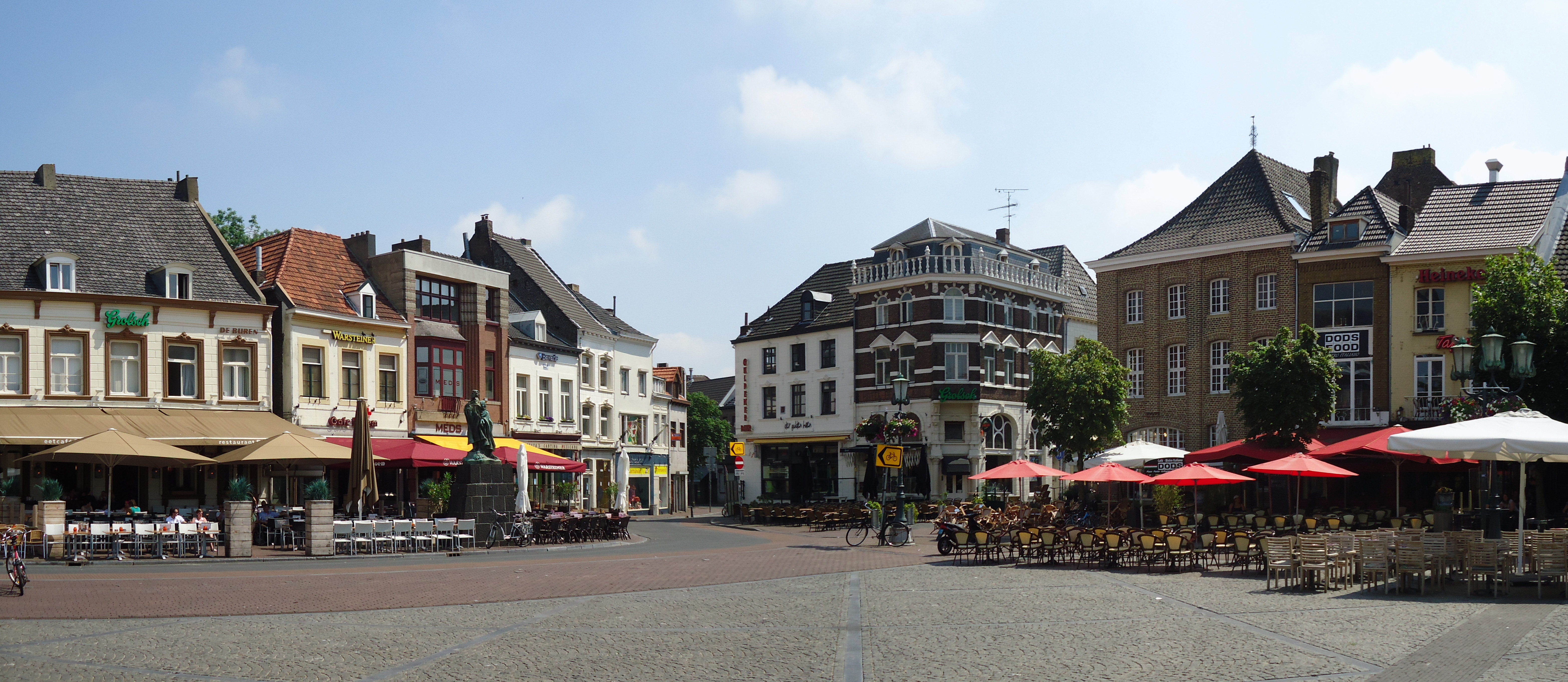
Markt, panorama
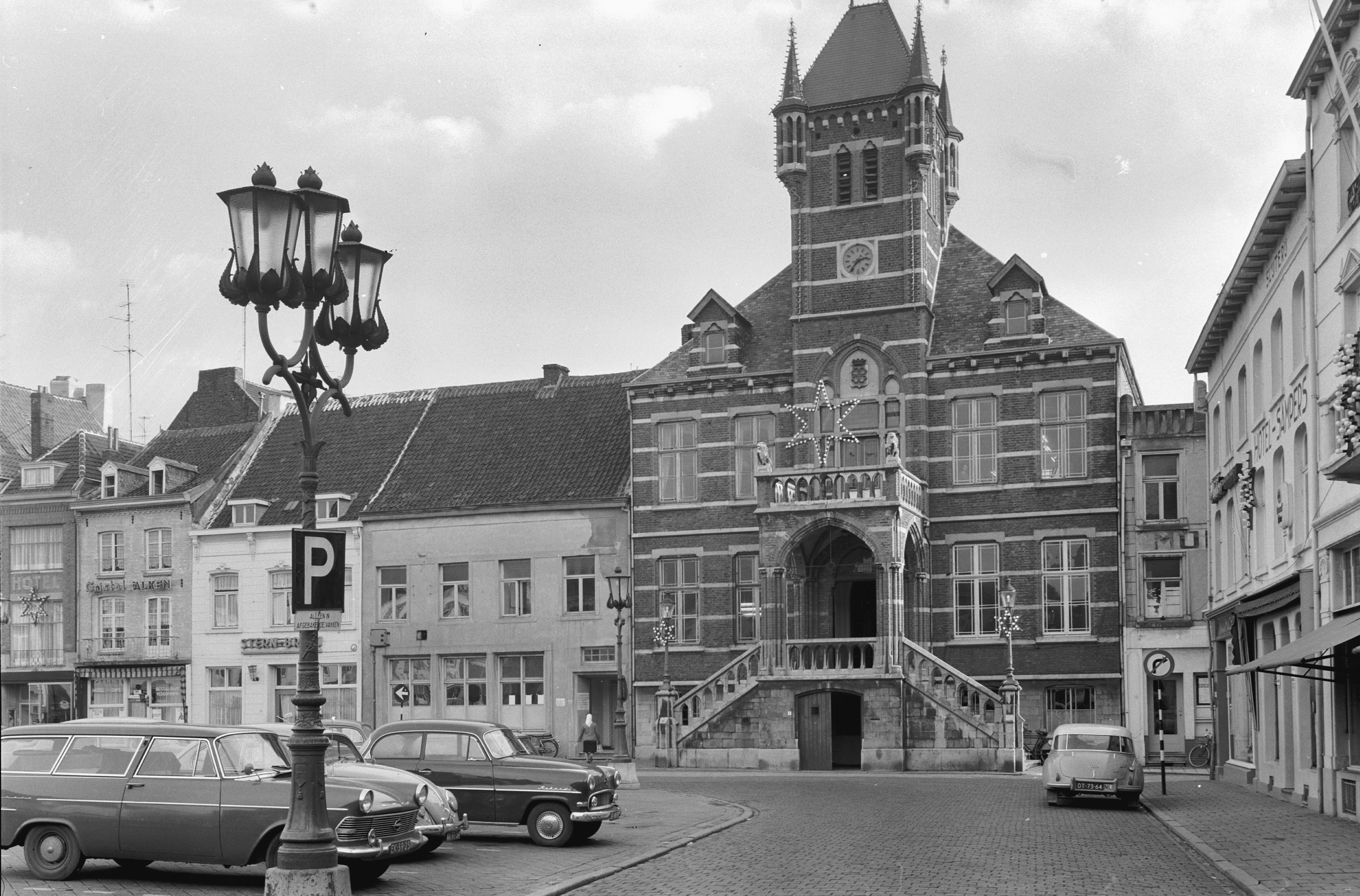
De markt anno 1962, met het stadhuis van Weber dat hierna snel zou worden gesloopt
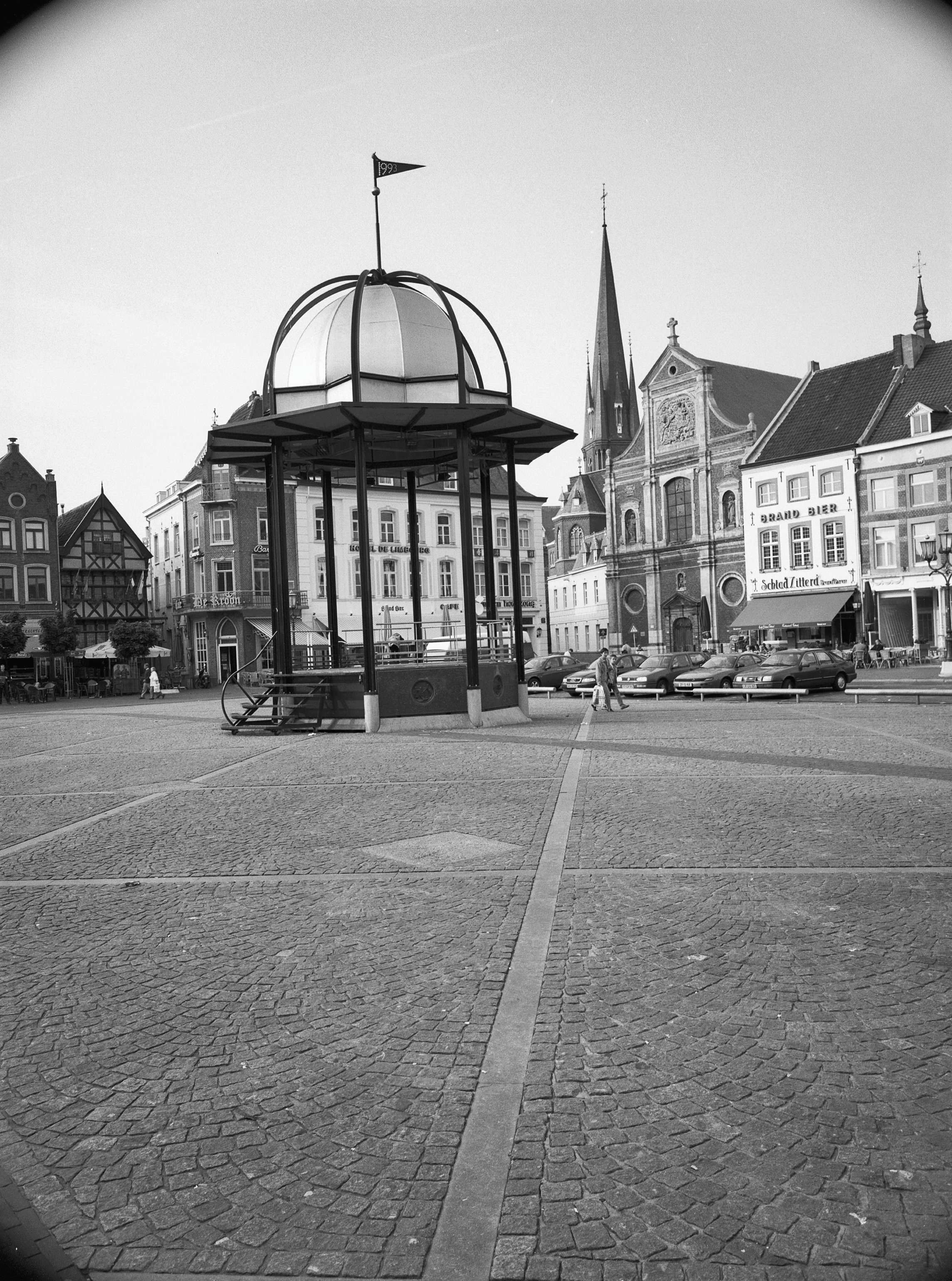
Voormalige kiosk uit 1993